# Gerd Kerkhoff
Gerd Kerkhoff (* 1958 in Essen) ist ein deutscher Unternehmensberater (Spezialberater für Beschaffung), Geschäftsführer der Kerkhoff Group und Buchautor.

## Leben
Gerd Kerkhoff ist Diplom-Kaufmann und absolvierte das Studium der Betriebswirtschaftslehre an der Universität-Gesamthochschule Essen. Seine Studienschwerpunkte waren Marketing, Personal- und Unternehmensführung. Von 1984 bis 1999 war er Teil der Geschäftsführung der Kaffeerösterei Hubert Tempelmann in Dorsten. Als Vertriebschef war er dort verantwortlich für die Strategie, über niedrige Preise den Marktanteil auszuweiten. Infolgedessen übernahm er auch die Einkaufsleitung. Es folgte der Ausbau des Unternehmens zur zweitgrößten Rösterei für Handelsmarken in Deutschland.
Von 1987 bis 1999 war er geschäftsführender Gesellschafter der neu gegründeten TeKe – die Vertriebspartner OHG. Hier war er verantwortlich für die Einkaufs- und Vertriebsleitung von Markenartikeln zwischen Handelsunternehmen. Und in der ebenfalls neu gegründeten TeKe – die Berater OHG als geschäftsführender Gesellschafter verantwortlich für die Beratungsmandate im Beschaffungswesen für Unternehmen. Seit 1999 ist er geschäftsführender Gesellschafter der Kerkhoff Consulting GmbH. Die strategische Ausrichtung der Unternehmensberatung zielt auf eine Positionierung als Spezialberater für Beschaffung.
Seit 2004 ist er Geschäftsführer der zehn in Folge gegründeten Auslandsgesellschaften. Er ist für die Expansion der Auslandsgesellschaften verantwortlich und hat die Aufsicht über die Umsetzung der Beratungsmandate und Lenkung der Senior Area Manager. Seit 2015 ist Gerd Kerkhoff Vorsitzender der Geschäftsführung der Kerkhoff Group, in der alle Kerkhoff Beratungsgesellschaften zusammengefasst sind. Er koordiniert die Bereiche Finance, PR/Marketing, Services und Beteiligungen. Zudem ist er Geschäftsführer der Beratungsgesellschaft Kerkhoff Cost Engineering.

## Wissenschaftsförderung
Am 1. Oktober 2009 gründeten Kerkhoff Consulting und die Universität St. Gallen am Lehrstuhl für Logistikmanagement der Schweizer Universität St. Gallen das Kerkhoff Competence Center of Supply Chain Management (KCC).
Zur Erforschung von Trends und Veränderungsprozessen im Supply Chain Management (SCM).
Ziel ist es, eine Schnittstelle von Wissenschaft und Praxis zu schaffen. Es sollen hier Trends erforscht werden und Handlungsempfehlungen für die Praxis abgeleitet werden.

## Publikationen
- mit Dirk Schäfer, Godo Lange-Hilmers, Matthias Hedergott: Procurement 4.0. Digitales Management von Variantenvielfalt zur kontinuierlichen Best-Preis-Sicherung - Erfolgreiche Praxisbeispiele, Wiley, Weinheim 2021, ISBN 978-3-527-50889-1.
- Aktenzeichen Einkauf. Mit Compliance Haftungsrisiken für Unternehmen und Management minimieren, Wiley, Weinheim 2012, ISBN 978-3-527-50648-4.
- mit Stephan Penning: Der strategische Faktor Personal im Einkauf. Der strategische Faktor: Warum manche Einkaufsorganisationen erfolgreich sind - andere aber nicht, Wiley, Weinheim 2010, ISBN 978-3-527-50478-7.
- Einkaufsagenda 2020. Beschaffung in der Zukunft. Wettbewerbsvorteile durch einen visionären Einkauf sichern und ausbauen, Wiley, Weinheim 2009, ISBN 978-3-527-50501-2 (englisch: Purchasing Agenda 2020 – Procurement in the Future: Securing and Expanding Competitive Advantages through Visionary Purchasing, ISBN 978-3-527-50501-2).
- Milliardengrab Einkauf. Einkauf - die Top-Verantwortung des Unternehmers nicht nur in schwierigen Zeiten, 2. Aufl., Wiley, Weinheim 2007 ISBN 978-3-527-50336-0 (englisch: The Bermuda Triangle of Business Procurement. How to exploit dormant potentials, ISBN 978-3-527-50123-6).
- mit Christian Michalak: Erfolgsgarantie Einkaufsorganisation. Effiziente Strukturen zur Optimierung von Einkaufspreisen, Wiley, Weinheim 2007, ISBN 978-3-527-50271-4 (englisch: A Guarantee for Success: The Purchasing Organization. Efficient structures for the optimization of purchase pricing, ISBN 978-3-527-50271-4).
- Zukunftschance Global Sourcing. China, Indien, Osteuropa - Ertragspotenziale der internationalen Beschaffung nutzen, Wiley, Weinheim 2005, ISBN 978-3-527-50196-0 (englisch: Global Sourcing. Opportunities for the Future China, India, Eastern Europe - How to benefit from international procurement, ISBN 978-3-527-50232-5).